# Léon Lalanne

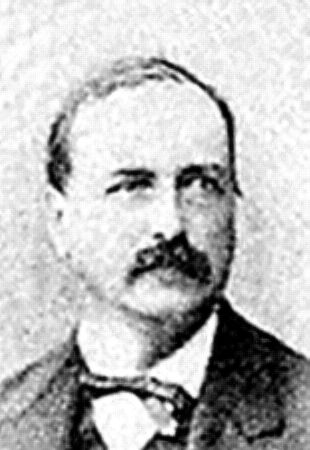
Léon Lalanne

Léon Louis Lalanne, eigentlich Chrétien-Lalanne, (* 3. Juli 1811 in Paris; † 12. März 1892 ebenda) war ein französischer Bauingenieur und Politiker.

## Leben
Lalanne studierte am Lycée Louis-le-Grand, wo er ein Klassenkamerad von Évariste Galois in der Spezialklasse für Mathematik war, und ab 1829 an der École polytechnique. Danach war er Bauingenieur zum Beispiel im Straßenbau und im Bau von Eisenbahnlinien (Linie nach Sceaux 1844–1846 unter seinem Schwiegervater Arnoux). Während der Revolution 1848 war er kurz Leiter einer Organisation zur Arbeitsbeschaffung in Paris (Ateliers nationaux), was ihn allerdings unpopulär machte. Ab 1853 leitete er den Bau von Eisenbahnlinien in Frankreich (Teilstrecke nach Straßburg, Ardennen, Boulogne nach Calais u. a.), in der Schweiz (1856 bis 1860, das Eisenbahnnetz nach Westen) und in Nordspanien (1860/61) sowie der Strecke Córdoba–Sevilla, bevor er in Frankreich Generalinspekteur für Brücken und Wege wurde. 1876 wurde er Direktor der École nationale des ponts et chaussées. 1881 ging er in den Ruhestand und engagierte sich wieder in der Politik im gemäßigten linken Spektrum. 1883 wurde er als Sénateur inamovible Mitglied des Senats. 1882 wurde er Verwaltungsratsvorsitzender der Pariser Omnibus-Gesellschaft, die für die damaligen Pferdebusse in Paris zuständig war.

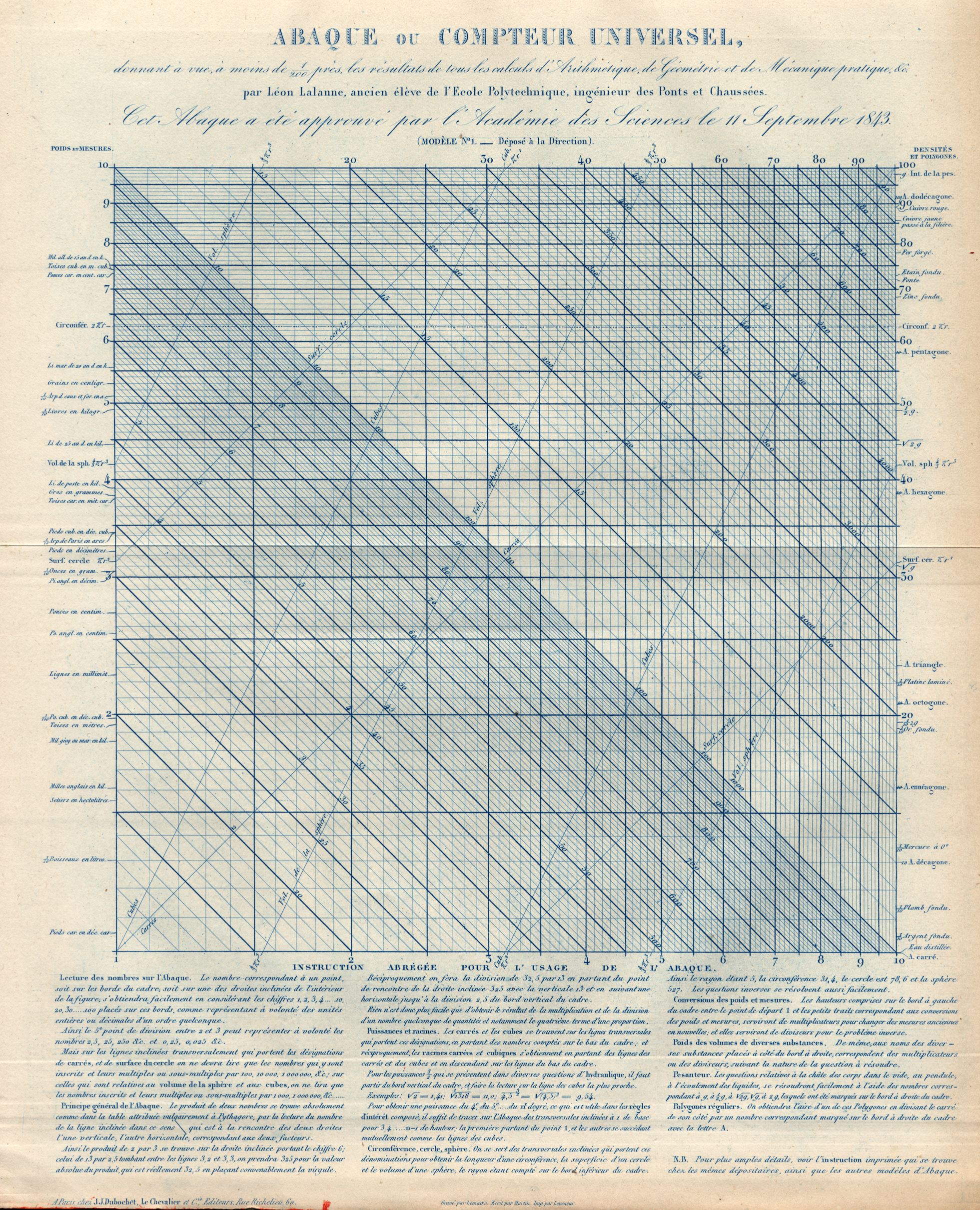
Lalanne-Chart

Mit Maurice d’Ocagne gilt er als Erfinder des Nomogramms (1850).
Als Bauingenieur erfand er ein im Französischen Épure de Lalanne genanntes graphisches Verfahren zur Optimierung der Planung von Straßen, wodurch er als früher Vertreter der aus Graphen- und Systemtheorie herausgebildeten anwendungsorientierten Netzwerkforschung gesehen werden kann: Längs der geplanten Trasse als Abszisse werden die zu beseitigenden bzw. aufzutragenden Erdmassen (mit negativem bzw. positivem Vorzeichen) aufgetragen, das Integral ergibt die Momente der Massenbewegung.
1879 wurde er Mitglied der Académie des sciences, 1881 Großoffizier der Ehrenlegion.
Er war der Bruder des Historikers Ludovic Lalanne (1815–1898).

## Schriften
- Mémoire sur l’arithmoplanimétrie (1840)
- Essai philosophique sur la technologie (1840)
- Collection de tables pour abréger les calculs relatifs à la réduction des projets de routes et chemins de 6 mètres de largeur (1843)
- Description et usage de l’abaque ou compteur universel (1845).